# Pamphagus
Pamphagus Thunberg, 1815, è un genere di Insetti ortotteri celiferi della famiglia Pamphagidae, diffuso nell'Italia insulare e in Tunisia e Algeria.

## Descrizione
Si tratta di grossi ortotteri che possono raggiungere i 10 cm di lunghezza, dalla conformazione generalmente tozza, caratterizzati da rilevanti sculture dell'esoscheletro e da una livrea variegata.
 
I maschi sono in genere più piccoli delle femmine.
La loro caratteristica più peculiare è di avere le ali quasi del tutto atrofizzate, ridotte a due moncherini.

## Distribuzione e habitat
L'areale del genere Pamphagus comprende Sicilia e Sardegna, Tunisia e Algeria.
Molte delle specie hanno una distribuzione geografica fortemente localizzata (cosiddetti endemismi puntiformi).

## Sistematica
Il genere Pamphagus conta una ventina di specie, di cui solo tre presenti in Europa:
- Pamphagus marmoratus Burmeister, 1838 - endemico della Sicilia[1]
- Pamphagus ortolaniae Cusimano & Massa, 1977 - endemico di Lampedusa
- Pamphagus sardeus Herrich-Schaffer, 1840 - endemico della Sardegna

Altre specie note:
- Pamphagus armatus Lautesborn
- Pamphagus auresianus Massa, 1992
- Pamphagus caprai Massa, 1992
- Pamphagus cristatus Descamps & Mounassif, 1972
- Pamphagus deceptorius Bolivar, 1878
- Pamphagus djelfensis Vosseler, 1902
- Pamphagus elegans Krausse, 1921
- Pamphagus elephas Linnaeus, 1758)
- Pamphagus expansa Wattenwyl, 1882
- Pamphagus granulatus Schulze
- Pamphagus hesperica Rambur, 1838
- Pamphagus meridionalis Descamps & Mounassif, 1972
- Pamphagus numidicus Poiret, 1787
- Pamphagus sulcatus Harz, 1973
- Pamphagus tunetanus Vosseler, 1902
- Pamphagus virens Thunberg, 1815

## Biologia
Gli stadi giovanili delle specie di Pamphagus presenti in Italia, grazie alle favorevoli condizioni climatiche delle regioni abitate, si accrescono durante l'inverno, per raggiungere lo stadio adulto all'inizio della primavera, a differenza della maggior parte degli ortotteri italiani che giunge a maturità in estate o addirittura in autunno.
Pur avendo un regime dietetico fitofago, non rappresentano un fattore di danno nei confronti dell'agricoltura.
Sono animali dai movimenti goffi e lenti, che spiccano il salto con evidente difficoltà; a causa di ciò sono facile preda da parte degli uccelli rapaci o di altri predatori. In particolare sono componenti importanti della dieta di uccelli quali il grillaio (Falco naumanni) e il falco della regina (Falco eleonorae).

## Conservazione
La ridotta consistenza delle popolazioni e l'areale limitato rappresentano spesso un fattore di rischio e molte specie europee sono classificate come minacciate, fra le quali alcune specie endemiche italiane.